# Виндзор, Отер, 6-й граф Плимут
Отер Арчер Виндзор, 6-й граф Плимут (англ. Other Archer Windsor, 6th Earl of Plymouth; 2 июля 1789 — 20 июля 1833) — английский дворянин и землевладелец.

## Биография

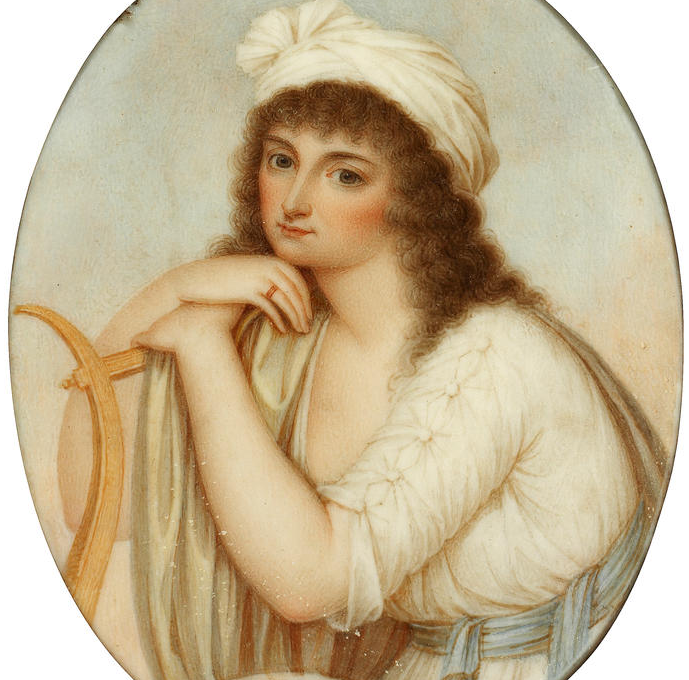
Мать графа, достопочтенная Сара Арчер (1762—1838), графиня Плимут и графиня Амхерст

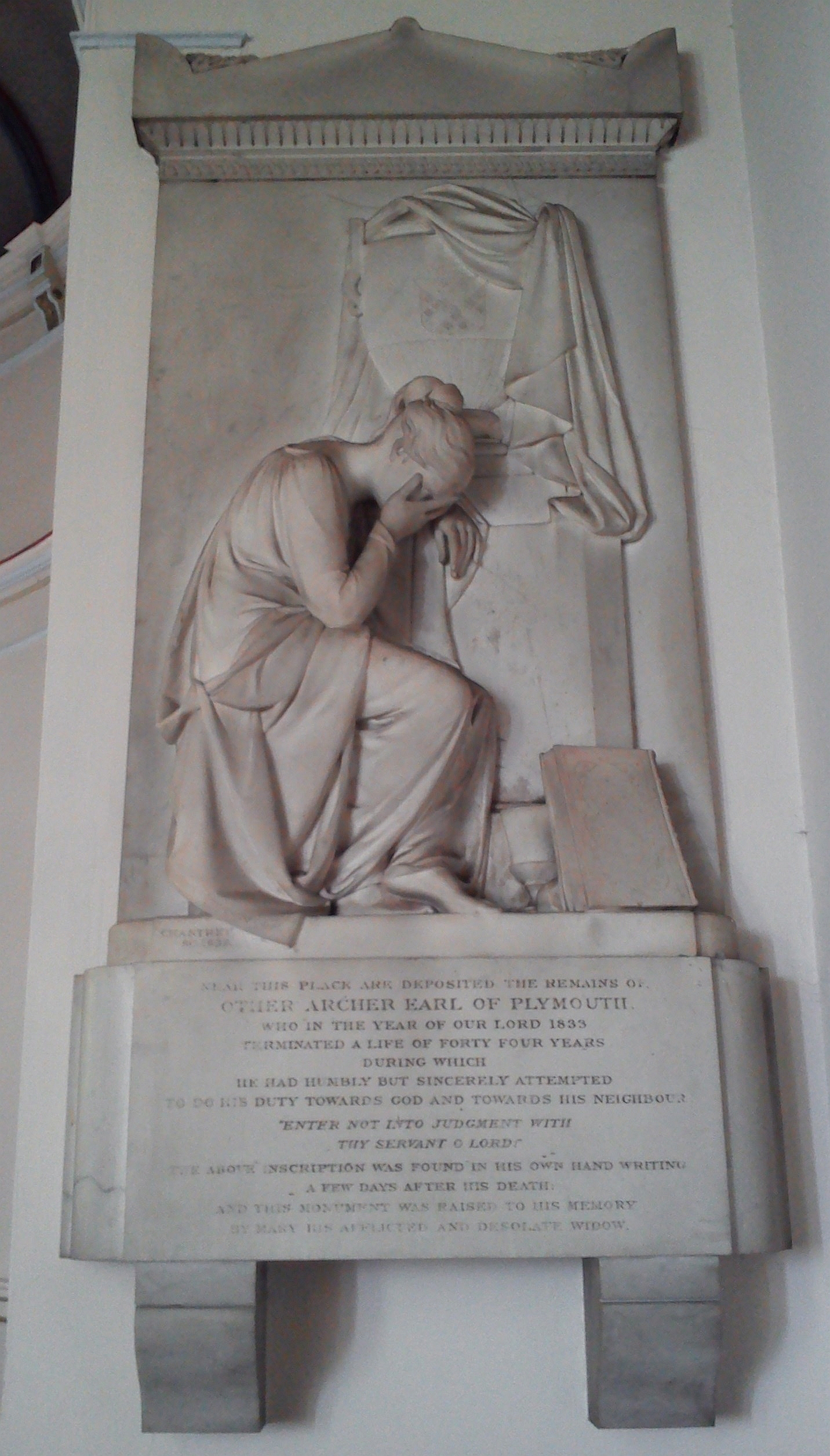
Мемориал 6-му графу Плимуту в церкви Святого Варфоломея, Тардебигге работы Френсиса Чантри.

Родился 2 июля 1789 года. Единственный сын Отера Виндзора, 5-го графа Плимута (1751—1799), и его жены и кузины, Достопочтенной Сары Арчер (1762—1838), дочери Эндрю Арчера, 2-го барона Арчера (1736—1778). У лорда Плимута были две младшие сестры: леди Мэри Виндзор (1790—1855), вышедшая замуж за Артура Хилла, 3-го маркиза Дауншира, и леди Гарриет Виндзор (1797—1869), вышедшая замуж за достопочтенного Роберта Клайва (1789—1854), сына Эдварда Клайва, 1-го графа Поуиса, и внука Роберта Клайва Индийского.
С рождения до 1799 года он носил титул учтивости — лорд Виндзор. 12 июня 1799 года после смерти своего отца 10-летний Отер Арчер Виндзор унаследовал титулы 6-го графа Плимута и 12-го лорда Виндзора. Также он получил отцовскую землю в Тардебигге, загородной усадьбой Хьюэлл-Грейндж и землями в Шропшире и Гламоргане.
В 1800 году его мать вышла замуж за Уильяма Амхерста, 1-го лорда Амхерста (1773—1857) как его первая жена и родила ему двух сыновей. Неясно, вырос ли молодой Плимут со своим отчимом (но весьма вероятно); если это так, то он подвергся влиянию широкого двора Амхерста и политическим связям, кульминацией которых стало его неудавшееся посольство (1816 г.) в Китай. Лорд Плимут получил образование в школе Харроу.
5 августа 1811 года лорд Плимут женился на леди Мэри Сэквилл (30 июля 1792 — 20 июля 1864), старшей дочери Джона Сэквилла, 3-го герцога Дорсета (1745—1799), и Арабеллы Дианы Коуп. Поскольку лорд Плимут был богаче, чем его зять Джордж Сэквилл-Вест, 5-й граф Де Ла Варр (1791—1869), его теща Арабелла, герцогиня Дорсет и графиня Уитворт, в 1825 году оставила Ноул своей старшей дочери Мэри на том основании, что её муж мог бы лучше позволить себе ежегодное содержание дома. К 1829—1830 годам графини Плимут и Де Ла Варр (точнее, их мужья) разделили между собой семейные поместья Сэквиллов. Брак графа и графини Плимут оказался бездетным.

## Карьера
Лорд Плимут был принят в Палату лордов, вероятно, в возрасте 21 года, хотя он не занимался политикой. Он проголосовал против первого законопроекта о реформе 8 октября 1831 года вместе с большинством членов Палаты лордов. Он участвовал в создании Вустерской йоменской дивизии, воевавшей в Испании. На момент смерти он был полковником Вустерширской йоменской кавалерии.
Также во время его пребывания в должности через Тардебигге (Тардебек, Вустершир) был построен канал Вустер-Бирмингем. Канал проходит очень близко к Хьюэлл-Грейндж (ныне государственная тюрьма) и был построен через десять лет после того, как Виндзор унаследовал титул своего отца. Канал был построен в 1799 году; однако водохранилища были построены двадцать лет спустя и закончены в 1836 году. Виндзор купил Барнт Грин Хаус у семьи арендатора Йейтса, который проживал там несколько лет.

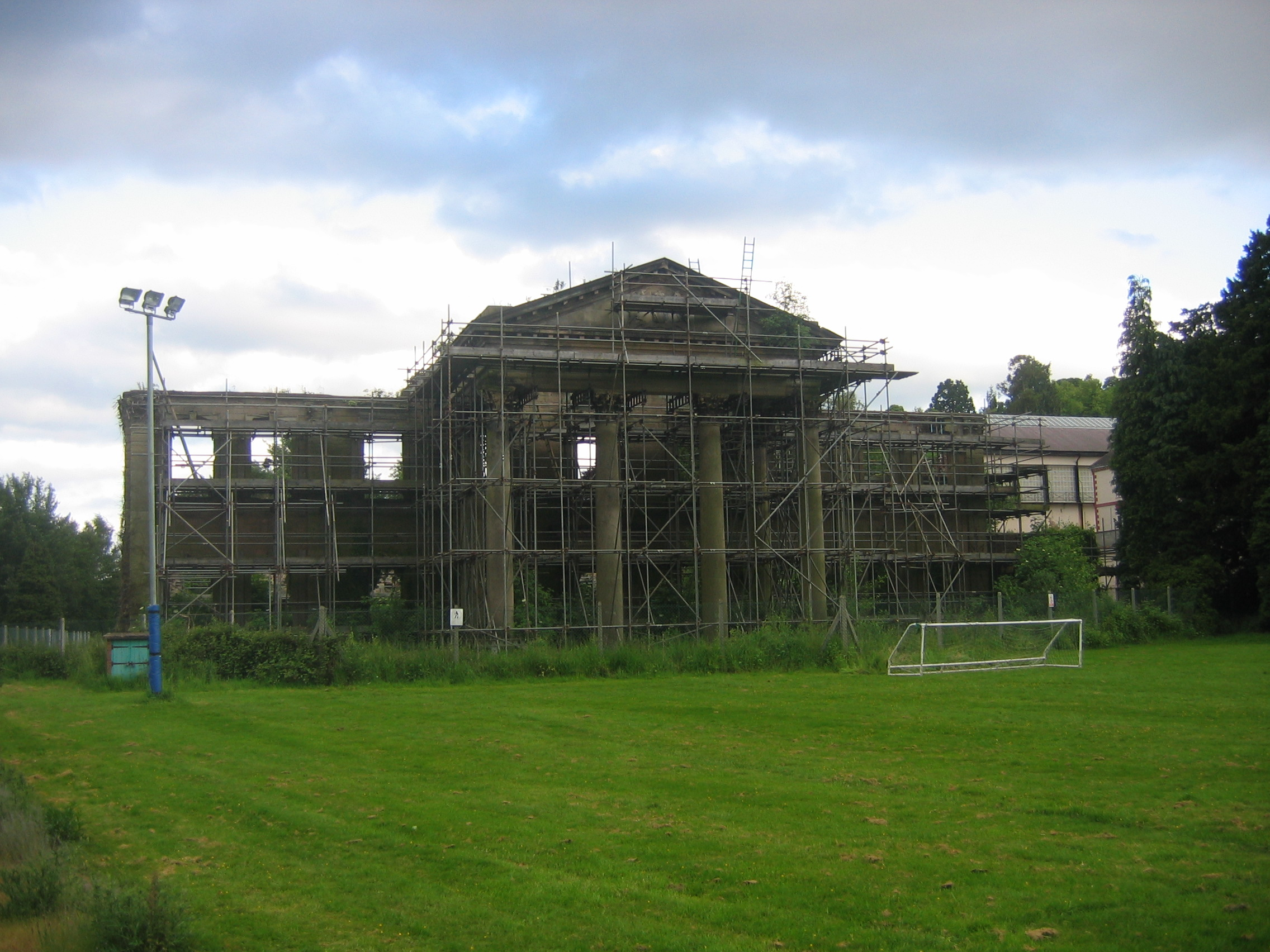
Старая усадьба в Хьюэлл-Грейндж, где 6-й граф Плимут держал свою конюшню.

Согласно его некрологу, лорд Плимут любил охоту и держал большой конный завод в Хьюэлл-Грейндж, Вустершир, и в Мелтоне. В октябре 1832 года он развлекал герцогиню Кентскую и её маленькую дочь Викторию в Хьюэлл-Грейндж.

## Смерть
Граф Плимут скончался на борту своей яхты в возрасте 44 лет в Дептфорде. Ночью у него случился приступ апоплексии, и, несмотря на медицинскую помощь, днем он скончался. Он был похоронен в семейном склепе церкви Святого Варфоломея в Тардебигге (тогда также называвшемся Тардебек), Вустершир. В память о нем установлен обелиск, носящий его имя, расположенный в загородном парке Лики-Хиллз и видимый из Бромсгроува. Его необычное имя «Отер» является традиционным в семье и происходит от имени легендарного предка викингов «Ото» или «Отер».

## Преемственность

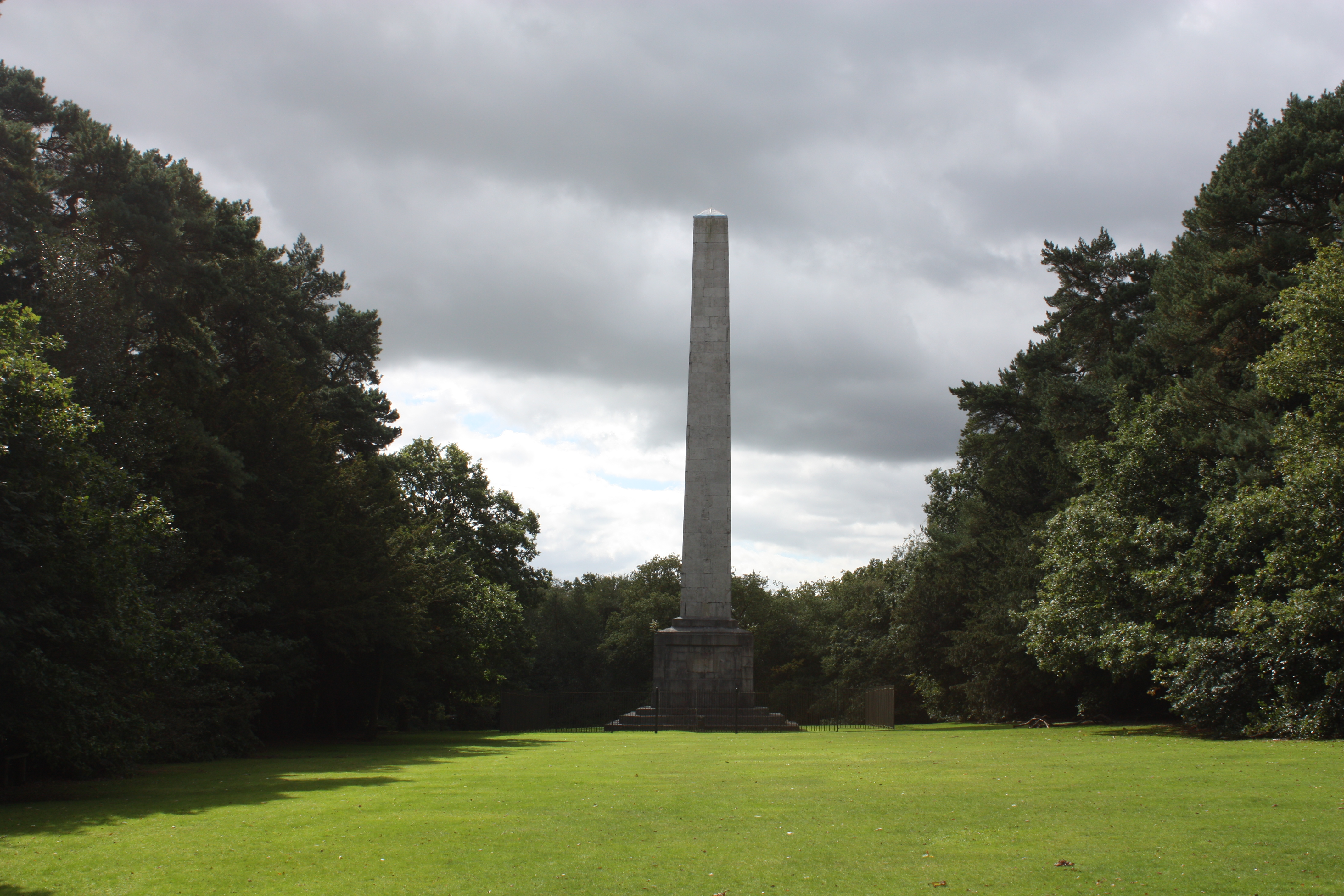
Обелиск, посвященный Отеру Виндзору, 6-му графу Плимуту

После его смерти Плимуту наследовал графство его дядя-холостяк достопочтенный и преподобный Эндрю Виндзор (1754—1837), который умер неженатым в 1837 году. Графство перешло к младшему брату 7-го графа, Генри Виндзору (1768—1843), самому младшему выжившему сыну 4-го графа Плимута), после чего графство вымерло в 1843 году.
Смерть 6-го графа Плимута, не оставившего после себя потомства, на баронство Виндзор (креация 1529 года) могли претендовать его сестры, леди Мэри Виндзор (1790—1855) и леди Гарриет Виндзор (1797—1869). В 1855 году баронский титул получила младшая сестра леди Гарриет Клайв, которая стала Гарриет Виндзор-Клайв, её сыновья Роберт и Джордж также взяли фамилию — Виндзор-Клайв. Внук Гарриет Роберт Виндзор-Клайв, 14-й барон Виндзор, был назначен графом Плимутом в 1905 году (третья креация) и является прадедом нынешнего 4-го графа Плимута (род. 1951). Поскольку нынешний граф является владельцем поместий, принадлежащих 6-му графу Плимута, по воле 6-го графа они могли перейти к его младшей сестре Гарриет и её наследникам мужского пола.